# بيز مورتيراتش
بيز مورتيراتش (بالإنجليزية: Piz Morteratsch)‏ هو أحد جبال سلسلة سلسلة بيرنينا ويقع في كانتون غراوبوندن في سويسرا. يحتل المرتبة رقم 42 في قائمة جبال سويسرا من حيث الارتفاع، إذ يبلغ ارتفاعه حوالي 3751 متر، بينما يبلغ ارتفاع نتوء الجبل 324 متر، هذا وقد سجل أول وصول لقمة الجبل عام 1858.